# Weerkerk van Schaala
De Weerkerk van Schaala (Duits: Wehrkirche Schaala) is een protestants kerkgebouw in het dorp Schaala, tegenwoordig een stadsdeel van Rudolstadt, Thüringen. Het kerkgebouw wordt omgeven door een muur met poortgebouw en lag ooit aan een strategische toegang tot het dorp en het dal van de Saale.

## Beschrijving
De dorpskerk behoort tot de best bewaarde weerkerken van Thüringen. Het oudste bouwdeel stamt uit de 12e eeuw of nog eerder.
In de 16e eeuw werd het koor aangebouwd. Het eenvoudige kerkschip met twee rijen galerijen wordt overspannen met een gestuct spitsbogig tongewelf
De toren bevat schietgaten en kantelen.
Het laatgotische houtgesneden altaar werd gemaakt in een atelier te Saalfeld.